# Lợn Grice
Lợn Grice là một giống lợn được tìm thấy ở Cao nguyên phía Tây và các đảo của Scotland và Ireland. Giống lợn này hiện đã lâm vào tình trạng tuyệt chủng, tồn tại lâu nhất ở quần đảo Shetland, nơi nó biến mất vào khoảng giữa thế kỷ 19. Lợn Grice còn được gọi với nhiều cái tên khác là lợn Tây Nguyên, Lợn Hebridean hoặc Lợn Ireland.

## Lịch sử
Tường thuật từ đầu thế kỷ 19 cho biết giống lợn Grice là một giốg lợn có tính khá hung dữ với ngà nhỏ, lưng cong và một bộ lông cứng màu đen trên một lớp lông tương tự lông cừu đen và ngắn Giống như các giống vật nuôi khác ở những khu vực này, những con Lợn Grice có kích thước nhỏ và khỏe mạnh, có thể sống sót trong điều kiện môi trường thời tiết khắc nghiệt.
Trong thế kỷ 19, các chủ đất đã khuyến khích việc giữ những con lợn này (một nhà văn nông nghiệp bình luận" "nó rất phàm ăn đến nỗi khá cực đoan và quá khó khăn để nhốt chúng trong đồng cỏ hay vỗ béo: nó cũng phá hoại và tinh nghịch nện do đó dần dần bị trừ diệt"). Điều này, kết hợp với sự gia tăng nhập khẩu các giống lợn khác từ đại lục Scotland, dẫn đến số lượng Lợn Grice vốn đã ít lại còn bị suy giảm và khoảng giữa thế kỷ 19, những năm 1920 giống lợn này đã tuyệt chủng.